# Căstău
Căstău – wieś w Rumunii, w okręgu Hunedoara, w gminie Beriu. W 2011 roku liczyła 1068 mieszkańców.